# Flugplatz Taucha

i7
i11
i13
Der Flugplatz Taucha (ICAO-Code: EDCT) befindet sich nordöstlich der sächsischen Stadt Taucha, am Nordostrand von Leipzig. Er wurde 1928 als Segelflugplatz gegründet. Seit den 1990er Jahren ist er als Sonderlandeplatz zugelassen. Neben regelmäßigem Segelflugbetrieb nutzen auch Motorflugzeuge und Ultraleichtflugzeuge den Flugplatz.